# Mihajlovac (Smederevo)
Mihajlovac (em cirílico: Михајловац) é uma vila da Sérvia localizada no município de Smederevo, pertencente ao distrito de Podunavlje, na região de Podunavlje. A sua população era de 2674 habitantes segundo o censo de 2011.

## Demografia
| 1948 | 1953 | 1961 | 1971 | 1981 | 1991 | 2002 | 2011 |
| ---- | ---- | ---- | ---- | ---- | ---- | ---- | ---- |
| 3795 | 4035 | 4023 | 3766 | 3736 | 3570 | 3093 | 2674 |